# Друя (станція)
Дру́я (біл. Дру́я) — кінцева залізнична станція 4-го класу Вітебського відділення Білоруської залізниці на лінії Воропаєво — Друя (завдожки 89 км). Розташована у селі Друя Браславського району Вітебської області.

## Історія
Станція відкрита 1933 року на відгалуженій лінії від станції Воропаєво, з метою побудови річкового порту у Друї для виходу із Західної Двіни до Балтійського моря.

## Пасажирське сполучення
Приміське сполучення по станції Друя здійснюється регіональними поїздами економкласу сполученням Воропаєво — Друя.